# Alejandro González Raga
Alejandro González Raga là nhà báo và nhà bất đồng chính kiến người Cuba.
Ông đã bị chính quyền Cuba bắt trong vụ mùa xuân đen năm 2003 và bị xử phạt 14 năm tù. Năm 2008, ông được phóng thích và cho sang sống lưu vong ở Tây Ban Nha. 
Tổ chức Ân xá Quốc tế đã công nhận ông là một tù nhân lương tâm.